# 粒子束武器
粒子束武器是指使用粒子加速器令粒子高速移動进而撞擊目標的一種強力定向能武器。它由發射高度聚集的强原子粒子束流或亞原子粒子束流，以大约0.6C-0.8C光速的超高速轰击目標，这个过程会破坏目标的原子或分子结构进而将其重创或消灭。
一些粒子束武器具有潜在的实际应用，例如作为美国已取消的战略防御计划的反弹道导弹防御系统，其中就涉及粒子束武器的研究和开发。
粒子束武器的概念来自冷战期间各个主流国家所进行的科学实验。对目标造成损坏或破坏的一个有效过程是简单地让其过热，直到它不再运作。然而，经过几十年的研发，粒子束武器仍处于研究阶段，它们是否或何时被部署为实用的高性能军用武器还有待观察。

## 基本原理
粒子束武器基本由粒子加速器、高能脉冲电源、目标识别与跟踪系统、精确瞄准定位系统和指挥控制系统组成。
- 作为核心的加速器在电源的协助下产生高能粒子，聚集成为密集的束流，并将粒子加速到能破坏目标的速度。
- 由搜索跟踪雷达、红外探测装置及微波摄像机组成的目标识别与跟踪系统，负责探测目标。
- 目标信号经由超高速计算机及武器上的数据处理装置分析处理并修正误差后，传输到指挥控制系统，将已经加速的粒子束發射出去。

粒子束武器可分为带电粒子束武器和中性粒子束武器。带电粒子束武器容易受地球磁场影响而产生偏斜，故不是各国研究的重点。

## 实战应用
粒子束武器可以部署在太空轨道上，用于反卫星和反导弹。粒子束可以透入目标内部，以多种方式毁伤目标，如干扰电子线路、引燃弹头、软化目标材料结构等。
粒子束武器是一种非常复杂的武器，现阶段的研究距实战还有很大差距，如何降低成本，使之更小更轻，是一个严重的技术问题。